# Sporysz zbóż i traw

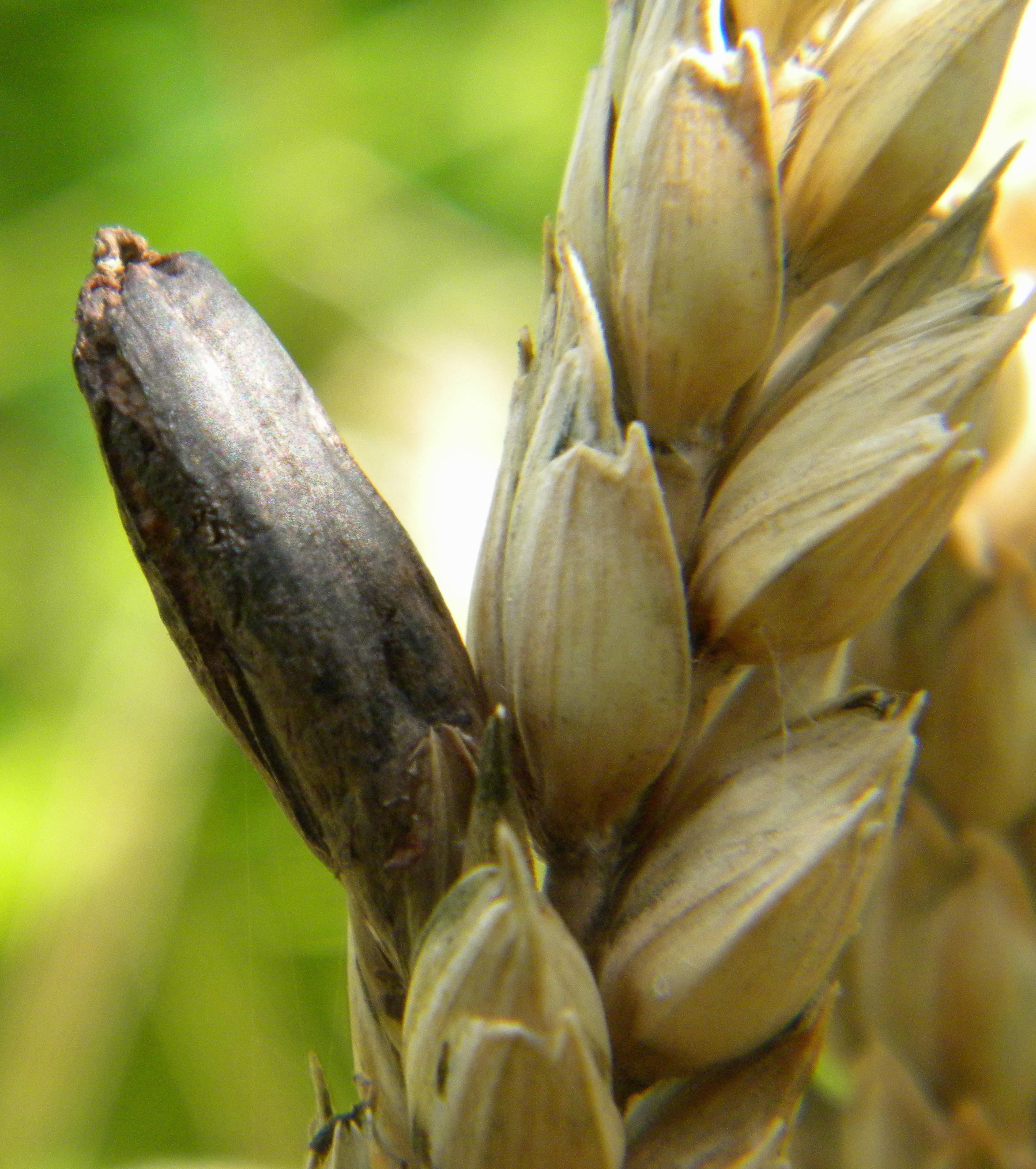
Sporysz w kłosie zbóż

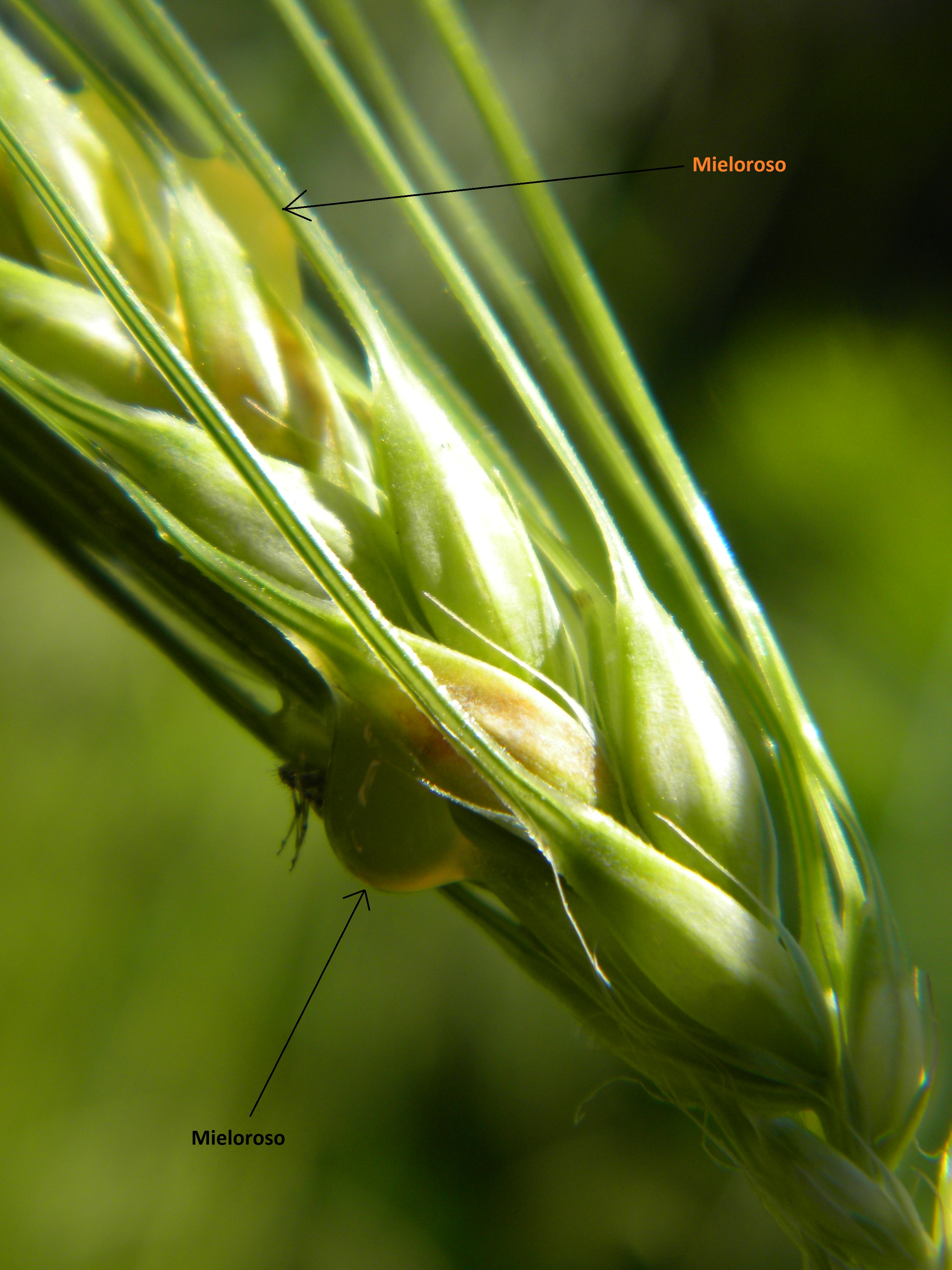
Krople wydzieliny ("melrose") w kłosie jęczmienia zwyczajnego

Sporysz zbóż i traw – grzybowa choroba roślin wywołana przez buławinkę czerwoną (Claviceps purpurea).

## Występowanie i szkodliwość
Stwierdzono występowanie tej choroby u około 400 gatunków roślin z rodziny traw (Poaceae). Atakuje wszystkie gatunki uprawianych w Polsce zbóż, najczęściej żyto i pszenżyto. Obecnie stanowi zagrożenie tylko na plantacjach żyta heterozyjnego. Powoduje obniżkę plonu, gdyż w kłosach zbóż część ziaren zamieniona zostaje na rożkowate, czarne twory zwane sporyszem. Są to przetrwalniki buławinki czerwonej. Jeszcze większa szkodliwość choroby polega na tym, że sporysz jest trujący, jego domieszka w ziarnie powoduje, że ziarno to nie nadaje się do spożycia ani przez ludzi, ani przez zwierzęta.
Spożywanie niewielkich ilości sporyszu przez dłuższy czas powoduje zatrucie przewlekłe, objawiające się biegunką, kulawizną (u koni), sztywnością i oziębieniem kończyn, brakiem ich wrażliwości na dotyk, a w końcu zgorzelą. U zwierząt objawy zatrucia pojawiają się na uszach, ryju, ogonie i kończynach oraz prowadzą do martwicy lub odpadnięcia ogona czy małżowin uszu. Zatrucie ostre powoduje po 3-4 dniach od spożycia nadwrażliwość, drżenie mięśni i silne ich skurcze, ślepotę, ślinotok, biegunkę, bóle przewodu pokarmowego, depresję, niedowłady, porażenie, poronienie, w końcu śmierć.
Zatrucie sporyszem, czyli ergotyzm, było dawniej określane jako „ogień świętego Antoniego” lub „święty ogień” i prowadziło wielokrotnie do masowych halucynacji i zgonów, np. w 994 r. w Akwitanii zmarło z tego powodu ok. 40 tys. ludzi, a w roku 1951 u wielu mieszkańców francuskiej wsi Pont-Saint-Esprit wystąpiły halucynacje, a śmierć poniosło 7 osób.
Obecnie sporysz prawie nie występuje w zbożach dzięki programom ochrony roślin i oczyszczeniu materiału siewnego.

## Objawy u roślin
W okresie kwitnienia zbóż i traw na ich kłosach pojawiają się żółtawe i kleiste krople wydostające się z porażonych kwiatów. Trwa to przez około 2 tygodnie. Krople te przywabiają owady roznoszące wytwarzane w tym czasie przez grzyba zarodniki zwane konidiami. Zarodniki te dokonują infekcji wtórnej innych zbóż i traw. Po tym okresie patogen zaczyna wytwarzać sporysz. Ma on postać czarnofioletowych, rogalikowatych tworów, zwykle większych od ziarna zbóż. Mogą one jako resztki pożniwne zimować w ziemi, mogą też dostać się do niej wraz z materiałem siewnym. Wiosną w sprzyjających warunkach kiełkują, a wytwarzane przez nie askospory dokonują infekcji pierwotnej.

## Ochrona
Nie stosuje się ochrony chemicznej. Nie istnieją też odmiany odporne na tę chorobę. Łatwo jednak jej zapobiegać. Główną metodą zapobiegania chorobie jest wysiewanie ziarna pozbawionego sporyszu. Jego oddzielenie od zdrowego ziarna jest możliwe w maszynach czyszczących. Ważne jest także przyorywanie resztek pożniwnych oraz stosowanie płodozmianu.